# Geodätische Laminierung
In der Mathematik sind geodätische Laminierungen ein wichtiges Hilfsmittel in der niedrig-dimensionalen Topologie, insbesondere beim Studium der Dynamik auf Flächen.

## Definition

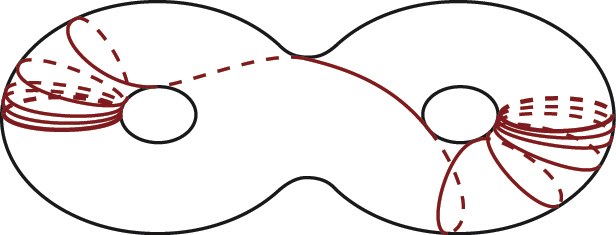
Geodätische Laminierung einer geschlossenen hyperbolischen Fläche mit zwei geschlossenen Geodäten und einer dritten in beide hineinspiralenden nicht-geschlossenen Geodäten.

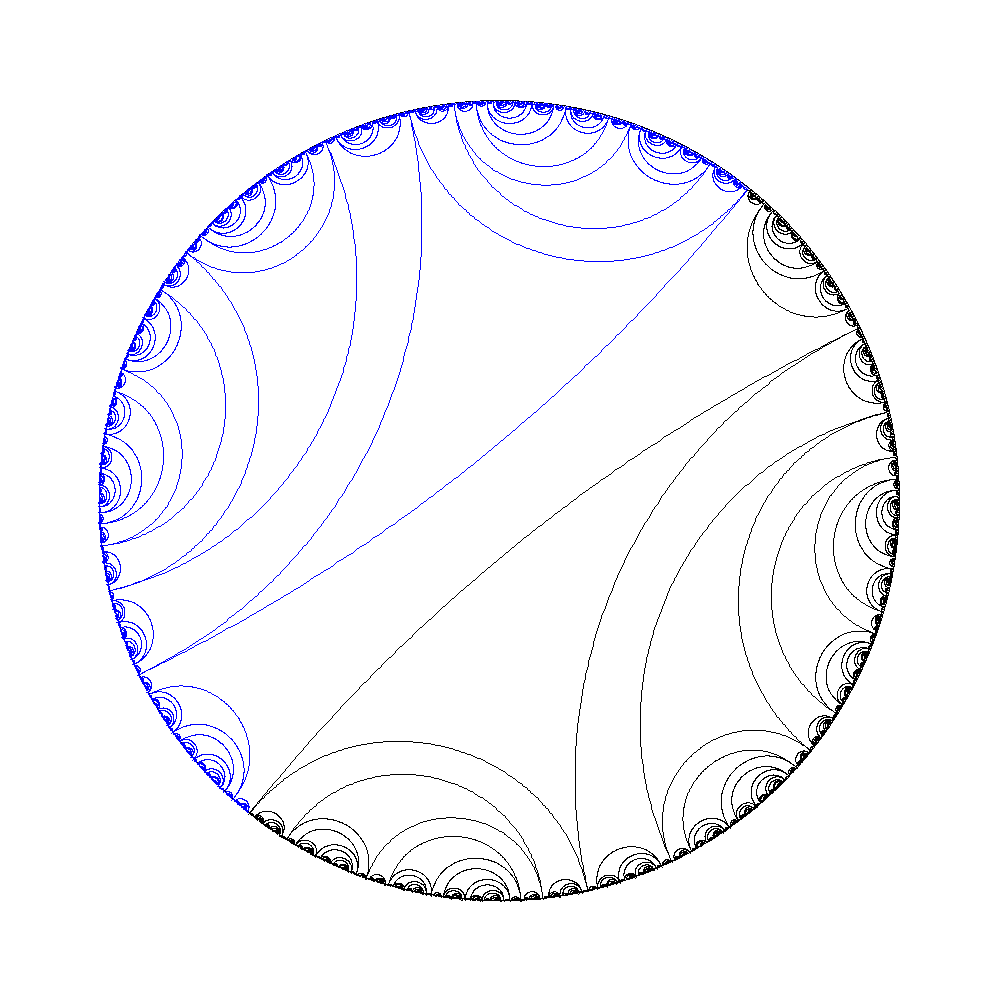
Geodätische Laminierung der hyperbolischen Ebene.

Eine geodätische Laminierung ist eine Laminierung einer hyperbolischen Fläche, deren Blätter Geodäten sind. 
Die Menge aller geodätischen Laminierungen einer hyperbolischen Fläche {\displaystyle S} wird mit {\displaystyle {\mathcal {L}}(S)} bezeichnet.
Allgemeiner lassen sich geodätische Laminierungen beliebiger Riemannscher Mannigfaltigkeiten definieren als Laminierungen, deren Blätter total geodätische Untermannigfaltigkeiten sind. In der höher-dimensionalen Topologie und Dynamik spielen geodätische Laminierungen aber eine geringere Rolle und es gibt in höheren Dimensionen auch weniger Beispiele geodätischer Laminierungen, weshalb in der Regel Laminierungen hyperbolischer Flächen gemeint sind, wenn ohne weiteren Zusatz von geodätischen Laminierungen die Rede ist.

## Beispiele
- Eine Vereinigung geschlossener einfacher Geodäten ist eine geodätische Laminierung.[1]
- Eine in eine geschlossene Kurve spiralende Geodäte bildet gemeinsam mit dieser geschlossenen Kurve eine geodätische Laminierung.
- Die stabile und instabile Laminierung eines Pseudo-Anosov-Diffeomorphismus sind geodätische Laminierungen.

## Transversale Maße
Sei {\displaystyle L} eine geodätische Laminierung einer Fläche {\displaystyle S}. Ein transversales Maß ordnet jeder zu {\displaystyle L} transversalen Strecke ein Maß zu, kompatibel mit Einschränkungen, und invariant unter {\displaystyle L} auf sich abbildenden Homotopien transversaler Bögen.
Der Träger {\displaystyle \operatorname {supp} (\mu )\subset L} eines transversalen Maßes {\displaystyle \mu } ist die Vereinigung (über alle transversalen Strecken {\displaystyle k}) der Träger der induzierten Maße {\displaystyle \mu {\big |}_{k}}. 
Eine gemessene geodätische Laminierung (engl.: measured geodesic lamination) besteht aus einer geodätischen Laminierung {\displaystyle L} und einem transversalen Maß {\displaystyle \mu } mit {\displaystyle \operatorname {supp} (\mu )=L}.
Die Menge aller gemessenen geodätischen Laminierungen einer hyperbolischen Fläche {\displaystyle S} wird mit {\displaystyle {\mathcal {ML}}(S)} bezeichnet.

## Topologien aufL(S)undML(S)
Die Menge aller geodätischen Laminierungen hat eine natürliche Topologie definiert durch die Hausdorff-Metrik auf der Menge aller abgeschlossenen Teilmengen von {\displaystyle S}. Mit dieser Topologie ist {\displaystyle {\mathcal {L}}(S)} ein kompakter Raum.
Die Topologie auf der Menge aller gemessenen geodätischen Laminierungen {\displaystyle {\mathcal {ML}}(S)} wird definiert als die schwache Topologie bzgl. der Familie von Halbnormen 
{\displaystyle (L,\mu )\mapsto \left|\int _{k}\phi \,d\mu \right|,(L,\mu )\in {\mathcal {ML}}(S)},
wobei {\displaystyle \phi } alle stetigen Funktionen {\displaystyle \phi \colon k\to \mathbb {R} } auf zu {\displaystyle L} transversalen Strecken {\displaystyle k} durchläuft. Das heißt, eine Folge {\displaystyle (L_{n},\mu _{n})} konvergiert genau dann gegen {\displaystyle (L,\mu )}, wenn
- {\displaystyle L_{n}\to L} in der Hausdorff-Topologie (insbesondere sind zu {\displaystyle L} transversale Strecken auch transversal zu {\displaystyle L_{n}} für hinreichend große {\displaystyle n})
- {\displaystyle \left|\int _{k}\phi \,d\mu _{n}-\int _{k}\phi \,d\mu \right|\to 0} für alle stetigen Funktionen {\displaystyle \phi \colon k\to \mathbb {R} } auf zu {\displaystyle L} transversalen Strecken {\displaystyle k}.

## Minimalität, Maximalität, Vollständigkeit
Eine geodätische Laminierung heißt minimal, wenn jedes Halbblatt dicht in der Vereinigungsmenge aller Blätter liegt. Jede minimale geodätische Laminierung ist (in der obigen Topologie) Grenzwert einer Folge einfacher geschlossener Kurven.
Eine geodätische Laminierung heißt maximal, wenn das Komplement der Vereinigungsmenge der Blätter eine Vereinigung idealer Dreiecke und (im Fall punktierter Flächen) einfach punktierter Monogone ist. Sie heißt vollständig, wenn sie maximal und Grenzwert einer Folge einfacher geschlossener Kurven ist. Jede minimale geodätische Laminierung ist in einer vollständigen geodätischen Laminierung enthalten.
Jede geodätische Laminierung ist eine endliche Vereinigung aus disjunkten minimalen geodätischen Laminierungen und einzelnen Blättern, die entweder einfache geschlossene Kurven sind oder sich um solche herum spiralen.